# The Legend of Zelda: Link's Awakening
The Legend of Zelda: Link's Awakening  là một trò chơi hành động-phiêu lưu năm 1993 được phát triển bởi Nintendo cho hệ máy Game Boy. Đây là tựa game thứ tư của dòng game The Legend of Zelda và là bản đầu tiên trên nền hệ máy cầm tay.
Link's Awakening khởi đầu như một bản port của trò chơi The Legend of Zelda: A Link to the Past trên hệ máy Super Nintendo Entertainment System. Ban đầu được phát triển sau giờ làm của các nhân viên Nintendo. Dự án được chỉ đạo bởi Takashi Tezuka, câu truyện và kịch bản được sáng tác bởi Yoshiaki Koizumi và Kensuke Tanabe. Đây là một trong số ít những tựa game Zelda không đặt bối cảnh ở vùng đất Hyrule cũng như không có sự xuất hiện của công chúa Zelda và biểu tượng Triforce.
Khởi đầu game khi nhân vật chính là Link bị đắm tàu trên hòn đảo Koholint, nơi được bảo hộ bởi vị thần cá voi được gọi là Wind Fish. Trong vai nhân vật Link, người chơi phải đánh nhau với các quái vật và giải các câu đố để tìm tám nhạc cụ, để có thể đánh thức Wind Fish đang ngủ và rời khỏi hòn đảo.
Link's Awakening là một cú hit và đạt được thành công thương mại. Các nhà phê bình khen gợi chiều sâu và những nét đặc sắc của game, nhưng cũng phàn nàn về cách điều khiển và màn hình đơn sắc của trò chơi. Bản game nâng cấp The Legend of Zelda: Link's Awakening DX đã được phát hành cho Game Boy Color vào năm 1998 với đồ họa màu, khả năng tương thích với Game Boy Printer và một hang động có câu đố dựa trên màu sắc.  Cùng với nhau, hai phiên bản của trò chơi đã bán được hơn sáu triệu bản trên toàn thế giới và đã xuất hiện trên nhiều danh sách trò chơi hay nhất mọi thời đại.

## Cốt truyện

### Bối cảnh và nhân vật
Không giống như hầu hết các tựa game trong dòng The Legend of Zelda, Link's Awakening đã không có sự có mặt của các địa điểm và nhân vật quen thuộc trong những phiên bản game trước, chỉ để lại nhân vật chính Link và bỏ qua công chúa Zelda. Trò chơi đạt bối cảnh hoàn toàn ở đảo Koholint, một vùng đất bị cô lập khỏi phần còn lại của thế giới. Hòn đảo tuy nhỏ nhưng ẩn chứa rất nhiều bí mật và những con đường bí mật  cho người chơi khám phá.
Trong Link's Akening, người chơi được được trợ giúp và hướng dẫn bởi các nhân vật NPC như Ulrira, ông già nhút nhát chỉ có thể nói chuyện với Link qua điện thoại.
Tựa game còn chứa những nhân vật cameo trong những dòng game khác của Nintendo. Ví dụ như Wart,Yoshi,Kirby, Dr. Wight (trong game tên là Mr.Write) từ phiên bản SNES của game SimCity và vị hoàng tử bị lưu đày Richard của game Kaeru no Tame ni Kane wa Naru. Chomp, một quái vật đến từ game Mario cũng được thêm vào. Những quái vật từ game Super Mario Bros. như Goombas xuất hiện trong màn chơi dạng màn hình ngang, Link có thể nhảy lên đầu của chúng hoặc tấn công theo cách thông thường. Đạo diễn Takashi Tezuka cho biết việc phát triển game một cách tự do đã biến trò chơi như một bản parody của dòng The Legend of Zelda.